# Cripta

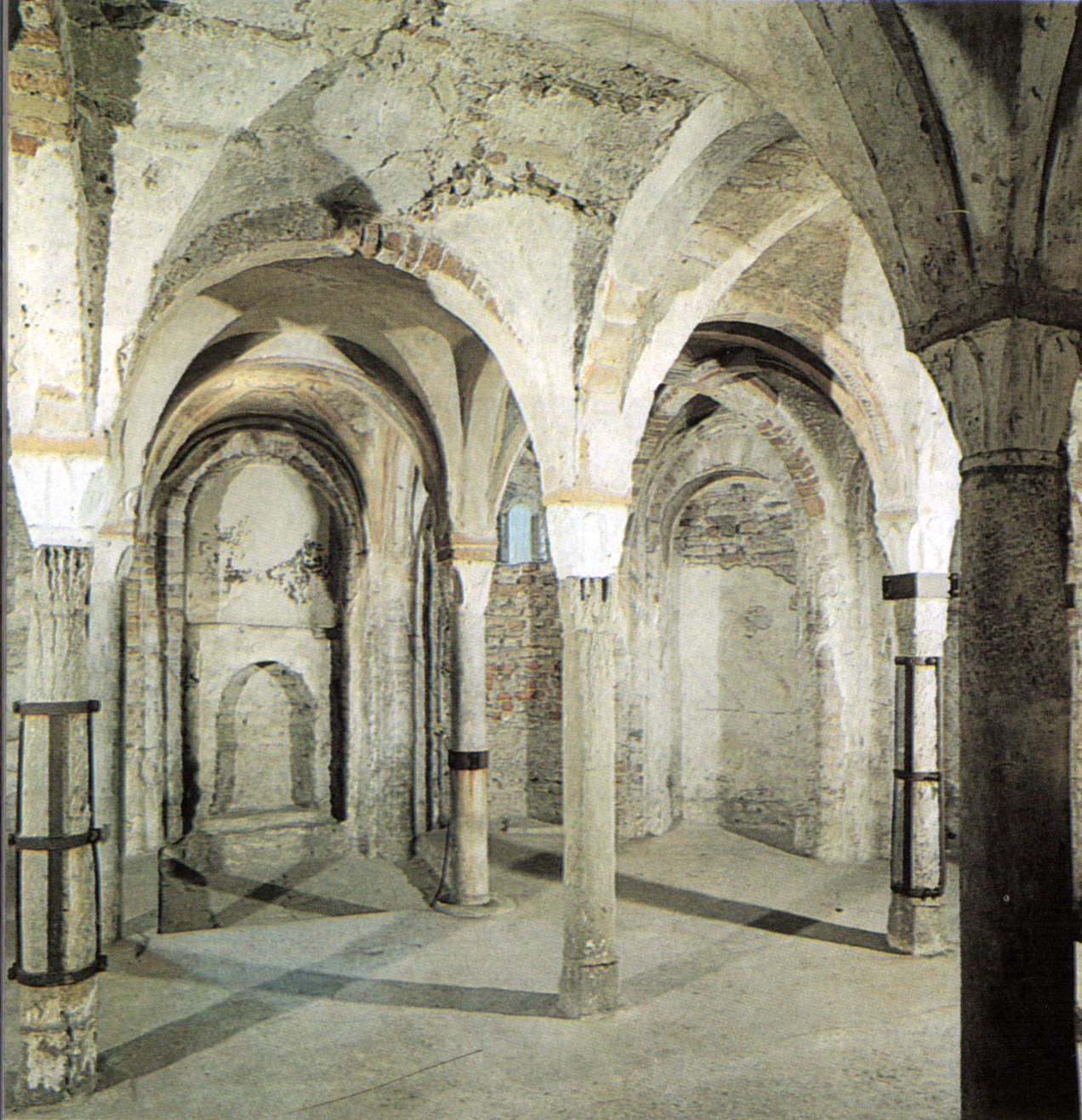
La cripta della chiesa di Sant'Eusebio (Pavia), costruita in età longobarda.

Una cripta (dal greco κρύπτη, kryptē, da cui il latino crypta significato: nascosto) è, nell'architettura medievale, una camera o un vano ricavato con la pietra, di solito posto al di sotto del pavimento di una chiesa, spesso contenente le tombe di importanti personalità come santi (o le loro reliquie) o alte cariche del clero.
Le chiese erano occasionalmente costruite sopra il livello del suolo per inserirvi una cripta, come nel caso della Chiesa di San Michele a Hildesheim, in Germania, esempio unico di architettura ottoniana e patrimonio dell'umanità. Le cripte si trovano normalmente sotto l'abside come nella chiesa di Saint-Germain d'Auxerre, ma occasionalmente anche sotto il transetto, come nella Cattedrale di Anagni, le cappelle laterali della chiesa o le sue navate. Nate all'inizio dell'era cristiana, in particolare in Nord Africa a Ech-Cheliff e Djémila in Algeria, e nel periodo bizantino nello Studio di San Giovanni a Costantinopoli, le cripte furono usate dapprima nell'Europa occidentale, e da qui il loro uso ampiamente diffuso, sotto Carlo Magno. Erano molto comuni nell'ovest dell'alto medioevo, per esempio in Borgogna a Digione e Tournus. Dopo il X secolo la necessità del loro uso cominciò a venir meno, quando le autorità ecclesiastiche permisero di tenere le reliquie al livello principale delle chiese. Le cripte furono costruite raramente nel periodo gotico.
In termini moderni una cripta è una camera o uno spazio chiuso in pietra, utilizzato per conservare le spoglie dei deceduti. Si trovano delle cripte solitamente nei cimiteri e negli edifici religiosi come le cattedrali, ma occasionalmente anche in proprietà private. Famiglie ricche o prestigiose hanno spesso una "cripta di famiglia" nella quale conservare i resti dei familiari. Molte famiglie reali, ad esempio, possiedono vaste cripte contenenti i corpi di dozzine di precedenti regnanti (ad esempio la Cripta Imperiale a Vienna, la Cripta Reale del Monastero dell'Escorial in Spagna, la Cripta reale di Superga presso Torino). In alcune località una cripta costruita al di sopra del livello del suolo è chiamata mausoleo, termine che si riferisce anche a qualsiasi edificio monumentale utilizzato a scopo di sepoltura.
Una grandiosa basilica-cripta si trova in Spagna: è la Basilica de la Santa Cruz del Valle de los Caídos. La Cripta del Peccato Originale è una chiesa rupestre di Matera.